# Scelio gaudens
Scelio gaudens är en stekelart som beskrevs av Nixon 1958. Scelio gaudens ingår i släktet Scelio och familjen Scelionidae. Inga underarter finns listade i Catalogue of Life.